# Андреоли, Татьяна
Татьяна Андреоли (итал. Tatiana Andreoli; род. 1 января 1999, Венария-Реале, Пьемонт) — итальянская лучница, чемпионка Европейских игр 2019 года. Участница Олимпийских игр.

## Биография
Татьяна Андреоли родилась 1 января 1999 года. Заниматься стрельбой из лука стала вслед за своей сестрой.
На чемпионате мира 2014 в помещении в Ниме Андреоли выиграла два золота в личном и командном зачетах на юниорском уровне.
Она также участвовала в чемпионате мира в помещении в Анкаре в 2016 году (на юниорском уровне). Она завоевала золото в командных соревнованиях, а в личном турнире стала серебряным призёром, уступив в финальной перестрелке лучнице из Китайского Тайбэя.
В 2017 году Андреоли приняла участие на этапах Кубка мира в Берлине и Анталии, оба раза дойдя до 1/32 финала. В том же году на чемпионате мира в Мехико вместе с женской командой добралась до 1/8 финала, а в индивидуальном первенстве завершила соревнования на стадии 1/16 финала. В том же году она стала чемпионкой мира среди юниоров на соревнованиях в Росарио в командных соревнованиях, а в личных выбыла уже на сталии 1/32 финала.
Итальянские лучницы, в составе команды которых была Татьяна Андреоли, а также Лучилла Боари и Ванесса Ланди, завоевали серебряную медаль в командном турнире на первом этапе Кубка мира 2019 в Медельине. В Колумбии они уступили сборной Южной Кореи, однако их финал стал первым с 2016 года на Кубках мира. На Европейских играх в Минске в 2019 году она заняла 12-е место в предварительном раунде, а в основном турнире завоевала золотую медаль в стрельбе из олимпийского лука. В финальном поединке Татьяна победила соотечественницу Лучиллу Боари.
В ноябре 2019 года установила юниорский мировой рекорд, улучшив достижение Зои Гоббельс 2009 года. Андреоли набрала за 60 выстрелов 588 очков с расстояния 25 метров.
Андреоли выступила на чемпионате мира 2019 года в Хертогенбосе, где добралась до 1/8 финала в личном турнире и в миксте. В составе женской команды итальянки выбыли уже в 1/16 финала.
Итальянская лучница выступила на Кубке мира 2021 года на двух этапах — в Лозанне она заняла 33-е место в индивидуальном первенстве, а в Париже дошла до стадий 1/16 финала как в личном турнире, так и в соревновании смешанных пар. Татьяна Андреоли выступила на Олимпийских играх 2020 года в Токио, перенесённых на 2021 год. Она заняла 52-е место в предварительном раунде и в первом раунде попала на Лизу Барбелен из Франции. Поединок завершился победой последней со счётом 2:6 (28:26, 24:28, 25:27, 25:30).